# Roma Volley
La Roma Volley è stata una società pallavolistica maschile italiana con sede a Roma.

## Storia

La Roma 1999-2000

La squadra nasce nella stagione 1996-1997 in seguito all'acquisizione del titolo sportivo del Parma. Risale al 1997, invece, l'inizio della partnership con la Piaggio.
La storia della società è indissolubilmente legata alla stagione 1999-2000 in cui, guidata da Gian Paolo Montali e dopo aver concluso la regular season di Serie A1 al terzo posto, riesce a giungere in finale play-off e a vincere il primo e unico scudetto della sua storia, sconfiggendo Daytona nella serie decisiva. Nella stessa annata, tra l'altro, la squadra aveva già conquistato anche il suo primo e sempre unico titolo europeo, la Coppa CEV, battendo in finale sempre la compagine modenese al tie-break.
A questa stagione trionfale seguirà, tuttavia, un rapido declino: dopo avere sfiorato la finale di Champions League nel 2001, arrendendosi in semifinale ai francesi del Paris, al termine del campionato 2001-2002 la squadra retrocede in Serie A2, cui rinuncerà a iscriversi cessando la sua attività dopo sei anni.

## Palmarès
- Campionato italiano: 1

1999-00
- Coppa CEV: 1

1999-00